# 금정문화회관
금정문화회관은 부산광역시 금정구 체육공원로 7(구서동)에 있는 문화 예술 공연장이다.

## 연혁
- 1993.09.08 건립확정
- 1994.12.17 설계안 공모 확정
- 1997.01.01 공사착공
- 2000.03.31 공사준공
- 2000.05.19 개관

## 시설
- 공연시설: 대공연장, 소공연장, 야외공연장
- 전시시설: 대전시실, 소전시실, 상설전시장
- 강좌실: 생활체육실, 국악실, 서예실, 어학·컴퓨터실, 음악실, 202호실
- 카페테리아